# Conscience phénoménale

La couleur rouge saturée telle que nous la percevons ici constitue un exemple paradigmatique et pur d'expérience qualitative consciente.

Dans le contexte de la philosophie de l'esprit, la conscience phénoménale est ce qui caractérise le « vécu » ou le « ressenti » d'un sujet. Contrairement à la conscience définie comme « cognition », la conscience phénoménale est associée à une expérience qualitative, telle que la perception d'une couleur, la sensation de chaud ou de froid, le sentiment d'anxiété (on parle alors de qualia). La capacité ou non à avoir de tels ressentis est appelée sentience.

## Subjectivité et aspect qualitatif
Le terme « conscience » a notoirement plusieurs sens, y compris en philosophie de l'esprit. Mais le sens auquel se sont attachés les philosophes de l'esprit contemporains est celui de « conscience phénoménale » (phenomenal consciousness), concept censé désigner certaines caractéristiques que présentent au moins certains états mentaux, comme la subjectivité ou l'aspect qualitatif de l'expérience qui leur est associée. 
Habituellement, le caractère subjectif de l'expérience et son caractère qualitatif sont compris ensemble, mais d'après Uriah Kriegel, les philosophes de l'esprit qui parlent de conscience phénoménale mettent l'accent tantôt sur le premier aspect, tantôt sur le second. Selon Kriegel, la conscience phénoménale a un caractère qualitatif en vertu du fait qu'elle représente des caractères environnementaux, et un caractère subjectif en vertu du fait qu'elle se représente elle-même, mais il existe de nombreuses interprétations différentes de cette double caractéristique de la conscience phénoménale.

### Subjectivité, expérience « en première personne »
La « conscience phénoménale » désigne généralement ce ressenti subjectif qui est présent lorsque nous sommes nous-mêmes les sujets de l'état en question et qui fait défaut lorsque ce n'est pas le cas. On parle alors de point de vue « en première personne » – point de vue qu'adopte celui qui dit « je vois » ou « je sens » lorsqu'il décrit ses sensations – pour caractériser le mode d'accès privilégié que nous avons ainsi avec nos propres états mentaux, du fait que ce soit nous qui les ayons.
Depuis les articles pionniers de Thomas Nagel en 1974 et de Franck Jackson en 1982, la question s'est posée de savoir s'il y a une différence significative entre le fait d'éprouver ou de ressentir soi-même un état mental, d'en faire l'expérience « en première personne » (du point de vue du "je") et le fait de se représenter ou de décrire cet état mental « à la troisième personne », du point de vue d'un observateur extérieur. On résume habituellement cette différence en disant que l'expérience vécue « en première personne » présente un caractère « subjectif » qui n'est pas réductible – au moins dans sa description – à l'aspect physiologique de l'état mental correspondant.

Description schématique du système de perception par écholocation des chauves-souris au cours de leurs déplacements.

D'après Nagel, la connaissance scientifique, à cause de son caractère objectif, laisse « quelque chose de côté » : l'aspect subjectif et « phénoménal » de l'expérience. Cet aspect de l'expérience échappe à la description objective de l'état mental qui lui correspond. Par exemple, la description objective de ce qui se passe dans le cerveau d'une chauve-souris lorsqu'elle perçoit son environnement par écholocation ne recouvre pas l'expérience de l'écholocation que fait la chauve-souris elle-même, qui nous est par ailleurs inaccessible du fait de notre propre constitution physiologique. 
Selon Nagel, le point de vue de l'observateur extérieur est celui qu'adopte d'emblée la science, bien qu'elle tente de faire abstraction du point de vue particulier de l'observateur lui-même. La connaissance scientifique objective est celle d'un observateur extérieur impersonnel ; elle s'oppose en ce sens à la conscience qu'un sujet a de ses propres états. Par contraste, la conscience phénoménale désigne l'expérience dont on a conscience directement, qui est toujours une expérience subjective accessible à l'introspection, mais inobservable de l'extérieur. Il y a ainsi un hiatus entre les descriptions scientifiques de la conscience, qui font référence au comportement ou au fonctionnement du cerveau publiquement observables, et la conscience phénoménale propre au sujet. 
Jackson confirme la position de Nagel en invoquant le cas de la perception des couleurs : la description même complète de l'état neurophysiologique dans lequel se trouve une personne qui voit des couleurs n'inclut pas la vision des couleurs telles que nous les percevons nous-mêmes « avec nos propres yeux ». La conscience phénoménale n'est donc pas réductible aux conditions physiques ou physiologiques de son apparition, et elle est indissociable de la subjectivité de l'individu.

### Aspect qualitatif, « effet que cela fait »
La notion de conscience phénoménale ne se limite pas à l'idée d'apparition ou de manifestation subjective. Une autre idée associée à cette notion est que l'expérience subjective que j'éprouve à un certain moment ne se distingue pas seulement numériquement de mes autres expériences vécues, mais elle s'en différencie aussi qualitativement. 
Trivialement, voir du rouge n'est pas la même chose que voir du bleu ni qu'entendre la note « do », et, a fortiori, ce n'est pas la même chose d'être en colère ou de voir du rouge (même si l'on se sert parfois de l'expression métaphorique « voir rouge » pour caractériser le sentiment de colère). Il y a entre ces expériences une différence qualitative considérable. Au sens phénoménal, le mot « rouge » désigne littéralement une certaine qualité chromatique, qui se distingue des autres qualités visuelles, et plus encore des qualités auditives, tactiles, etc. Ainsi, la notion de conscience phénoménale est associée à l'idée que ce qui se manifeste à nous dans l'expérience « vécue », ce sont toujours certains aspects qualitatifs déterminés. D'après Ned Block, elle s'accompagne toujours d'un distinctive feel  (« ressenti distinctif ») dont la nature est qualitative.
Lorsque les philosophes de l'esprit parlent de conscience phénoménale, ils désignent généralement ce ressenti distinctif qui correspond, dans le vocabulaire de Thomas Nagel, à what it is like to be  (« l'effet que cela fait d'être ») dans un certain état mental.

## Conscience et intentionnalité

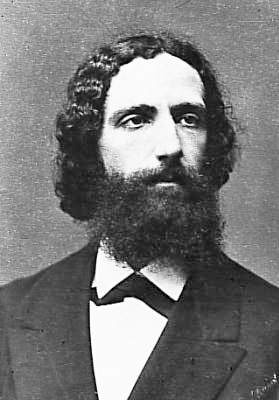
Franz Brentano. Voyant dans l'intentionnalité la « marque du mental », il considérait la conscience comme un processus nécessairement intentionnel.

Selon le philosophe et psychologue Franz Brentano, ce qui distingue la conscience des entités purement physiques est son intentionnalité. Le propre de la conscience est d'être dirigée vers autre chose qu'elle-même – elle est toujours conscience de quelque chose – alors que les entités physiques ne sont pas autre chose que ce qu'elles sont. C'est cette direction de la conscience vers quelque chose d'autre qu'elle-même que Brentano appelle « intentionnalité », réactualisant ainsi un vieux concept de la scolastique médiévale. Aujourd'hui, la plupart des philosophes contemporains acceptent l'idée que l'intentionnalité est un signe de l'activité mentale, mais qu'elle n'implique pas pour autant la conscience phénoménale. Cette position est qualifiée par certains auteurs de « séparatiste », au sens où elle stipule que la conscience phénoménale et l'intentionnalité sont deux aspects séparables ou indépendants de l'activité mentale. Par contraste, l'inséparatisme soutient que la conscience et l'intentionnalité sont interdépendantes ou inséparables.

### Séparatisme
Depuis la fin du XXe siècle, la thèse « séparatiste » est la thèse dominante en philosophie de l'esprit.  C'est la position qu'adopte notamment Jaegwon Kim qui, dans un livre intitulé L'esprit dans un monde physique, écrit : « Si quelqu'un devait nous demander de créer une machine dotée de conscience, […] je ne pense pas que nous saurions par où commencer ». Cependant, si l'on nous demandait de concevoir une structure dotée  d'intentionnalité, remarque-t-il plus loin, « il me semble que nous pourrions commencer à concevoir » une telle chose. L'intentionnalité serait donc indépendante de la conscience entendue au sens de conscience phénoménale (subjective et qualitative), car produire la première ne consiste pas à produire la seconde.
D'autres auteurs soutiennent la thèse de l'indépendance dans un sens inverse. L'esprit d'un sujet peut être conscient sans que ce phénomène n'implique une quelconque structure intentionnelle. Il existe des états mentaux qui ne représentent rien du tout. John Searle, qui défend cette position, donne comme exemples de tels états certaines formes au moins d'exaltation, de dépression ou d'anxiété, états dans lesquels nous ne sommes pas « exaltés, déprimés ou anxieux à propos de quoi que ce soit ». Selon lui, il existe de nombreux états conscients qui ne sont pas intentionnels, bien que l'intentionnalité (« Intentionality » dans le vocabulaire de Searle) implique une forme de conscience dont on fait l'expérience « en première personne ». La relation d'indépendance est alors celle de la conscience phénoménale par rapport à l'intentionnalité.

### Inséparatisme et représentationnalisme
L' « inséparatisme » est la thèse selon laquelle l'esprit est un phénomène unifié plutôt que divisé entre la conscience phénoménale et l'intentionnalité : les caractéristiques de la conscience et de l'intentionnalité sont interdépendantes et inséparables Selon cette thèse, la conscience possède une structure intentionnelle qui lui est caractéristique et qui rend possible le fait que les contenus conscients se présentent immédiatement au sujet conscient. Cette relation immédiate de la conscience phénoménale à ses objets interdit le scepticisme radical, puisqu'il n'est pas possible pour un sujet conscient de douter de l'existence « phénoménale » (mentale ou subjective) de ce dont il fait l'expérience. La conscience phénoménale est dite alors « transparente ».
Cette position est admise par les défenseurs de ce qu'on appelle les « théories représentationnelles » de la conscience phénoménale, pour lesquelles tout ce qui est conscient ou phénoménal est intentionnel ou dirigé vers quelque chose. D'après cette forme de « représentationnalisme », incarnée en particulier par Fred Dretske et Michael Tye, nos expériences perceptives (perceptions visuelles, auditives, etc.) représentent l’environnement local tandis que nos expériences sensorielles « internes » (douleurs, démangeaisons, etc.) nous informent sur notre corps. Même les émotions et les sentiments ont des objets intentionnels, comme lorsque nous avons peur de quelque chose. Cet objet peut être indéterminé de sorte que certaines émotions semblent sans objet. Ainsi, l'anxiété qui est définie par Searle comme une émotion sans objet est en fait un genre de représentation par lequel nous nous représentons toute chose (et non un objet ou une situation en particulier) en tant que source de peur ou d'anxiété. Ceux qui adoptent cette position défendent, plus généralement, une théorie perceptive des sensations corporelles qui trouve son origine chez David M. Armstrong et George Pitcher.